# إيرين كريسيدا ويلسون
إيرين كريسيدا ويلسون (بالإنجليزية: Erin Cressida Wilson)‏ هي كاتبة سيناريو أمريكية، ولدت في 12 فبراير 1964 في سان فرانسيسكو في الولايات المتحدة.

## وصلات خارجية
- إيرين كريسيدا ويلسون على موقع IMDb (الإنجليزية)
- إيرين كريسيدا ويلسون على موقع ألو سيني (الفرنسية)
- إيرين كريسيدا ويلسون على موقع أول موفي (الإنجليزية)
- إيرين كريسيدا ويلسون على موقع قاعدة بيانات الأفلام السويدية (السويدية)
- إيرين كريسيدا ويلسون على موقع قاعدة بيانات الفيلم (الإنجليزية)
- إيرين كريسيدا ويلسون على موقع كينوبويسك (الروسية)